# Rougham, Suffolk
Rougham är en by i civil parish Rushbrooke with Rougham, i distriktet West Suffolk, i grevskapet Suffolk i England. Byn nämndes i Domedagsboken (Domesday Book) år 1086, och kallades då Ruhham. År 1988 blev den en del av den då nybildade Rushbrooke with Rougham. Parish hade 777 invånare år 1961.